# Посольство Японии в России
Посольство Японии в Москве (яп. 在ロシア日本国大使館) — дипломатическая миссия Японии в России. Посольство расположено в Красносельском районе Москвы по адресу Грохольский переулок, дом 27. 
С декабря 2023 года и по настоящее время чрезвычайный и полномочный посол Японии в России — Акира Муто.

## Послы Японии в России
| - Нобуёси Сава (1873) - Эномото Такэаки (1874—1880) - Янагихара Сакимицу (1880—1883) - Ёсимаса Ханафуса (1883—1887) - Ниси Токудзиро (1887—1897) - Хаяси То (1897—1900) - Комура Дзютаро (1900) - Тинда Сутеми (1900—1901) - Курино Синъитиро (1901—1904) - Итиро Мотоно (1906—1916) - Утида Косай (1916—1918) - Токити Танака (1925—1930) - Коки Хирота (1930—1932) - Тамекити Ота (1932—1936) - Мамору Сигэмицу (1936—1938) - Сигэнори Того (1938—1940) - Ёсицугу Татэкава (1940—1942) - Наотакэ Сато (1942—1946) - Ёсимицу Кадоваки (1957—1961) | - Хисанари Ямада (1961—1963) - Такэдзо Симода (1963—1965) - Тору Накагава (1965—1970) - Кинья Ниидзеки (1971—1973) - Акира Сигэмицу (1974—1978) - Токитиро Уомото (1978—1982) - Масахиро Такасима (1982—1984) - Ясуэ Катори (1984—1987) - Тосиаки Муто (1987—1990) - Сумио Эдамура (1990—1994) - Кодзи Ватанабэ (1994—1996) - Такехиро Того (1996—1999) - Минору Тамба (1999—2002) - Иссей Номура (2002—2006) - Ясуо Сайто (2006—2009) - Масахару Коно (2009—2011) - Тикахито Харада (2011—2015) - Тоёхиса Кодзуки (2015—2023) - Акира Муто (с 2023) |